# Michelle Sechser
Michelle Sechser (San Luis Obispo, 1 de noviembre de 1986) es una deportista estadounidense que compite en remo.
Ganó tres medallas en el Campeonato Mundial de Remo entre los años 2017 y 2023. Participó en los Juegos Olímpicos de Tokio 2020, ocupando el quinto lugar en la prueba de doble scull ligero.

## Palmarés internacional
| Campeonato Mundial | Campeonato Mundial        | Campeonato Mundial | Campeonato Mundial |
| Año                | Lugar                     | Medalla            | Prueba             |
| ------------------ | ------------------------- | ------------------ | ------------------ |
| 2017               | Sarasota (Estados Unidos) | Medalla de bronce  | Doble scull ligero |
| 2022               | Račice (República Checa)  | Medalla de plata   | Doble scull ligero |
| 2023               | Belgrado (Serbia)         | Medalla de plata   | Doble scull ligero |